# Nậm Khốt
Nậm Khốt là một con sông đổ ra Nậm Mó. Sông có chiều dài 11 km và diện tích lưu vực là 34 km². Nậm Khốt chảy qua các tỉnh Yên Bái, Lai Châu.